# Ashley (North Dakota)
|  | Dieser Artikel wurde aufgrund von inhaltlichen Mängeln auf der Qualitätssicherungsseite des Projektes USA eingetragen. Hilf mit, die Qualität dieses Artikels auf ein akzeptables Niveau zu bringen, und beteilige dich an der Diskussion! Eine nähere Beschreibung der zu behebenden Mängel fehlt. |

Ashley ist eine Kleinstadt im Süden des US-Bundesstaats North Dakota an der Grenze zu South Dakota und gehört zum McIntosh County. Das U.S. Census Bureau hat bei der Volkszählung 2020 eine Einwohnerzahl von 613 ermittelt.

## Geschichte
Der Ort wurde 1888 nach dem Milwaukee Railroad executive Ashley Morrow benannt. Seit damals, inzwischen mehr als 100 Jahre, hat die Gemeinde stark an ihren deutsch-russischen Wurzeln festgehalten. Sie hat heute etwa 775 Einwohner. Fast alle Einwohner dieser Stadt sowie der Umgebung haben deutsch-russische Vorfahren. Diese sind aus der Schwarzmeer-Region, insbesondere aus Bessarabien Anfang des 20. Jahrhunderts eingewandert.
Viele Einwohner, vor allem die ältere Generation, sprechen untereinander noch heute Deutsch mit einem schwäbischen Akzent. Die Stadt liegt inmitten der amerikanischen Prärie unweit des Missouri River. In unmittelbarer Nähe wurde der Film Der mit dem Wolf tanzt gedreht.
Ashley ist Verwaltungssitz des McIntosh County zu welchem auch unter anderem Wishek, Venturia, Cold Lake und Danzig gehören, Letztere (Danzig) inzwischen ein Weiler mit lediglich 3 Einwohnern.
Die Umgebung von Ashley ist von Farmen und dem Lake Hoskins (ca. 5 km westlich der Stadt), an welchem es ursprünglich gegründet wurde, umgeben. Die örtliche Schule unterrichtet die Klassen Kindergarten bis 12. Klasse. Die Stadt hat mit einer hohen Abwanderung, vor allem der jungen Generation, und der damit verbundenen Überalterung der Bevölkerung zu kämpfen, da jeder zweite Einwohner über 60 Jahre alt ist.